# Jindřich Krištof Hataš
Jindřich Krištof Hataš   (Vysoké Mýto, 1739 - Hamburg, 1808 (>1808)), també Hattasch o Hatas, va ser un violinista i compositor actiu al segle XVIII a Alemanya.

## Biografia
Era fill del violinista i compositor txec Dismas Hataš i de la cantant Anna Franziska Benda. La seva primera educació musical la va proporcionar el seu pare, concertista a la cort del duc de Sachsen-Gotha-Altenburg.
El 1778 va ser el primer violinista de l'orquestra de teatre de Frederich Schröeder a Hamburg. És autor de tres singspiels, obres de teatre alemanyes.
No està verificat si és el director musical del grup de teatre Johann Joseph von Brunian al nord d'Alemanya, conegut com Hattasch junior.

## Treballs
- Der Barbier von Bagdad, (El barber de Bagdad), perdut
- Der ehrliche Schweizer, (El suís honest), perdut
- Helva und Zelinde també Helva und Zelime, (Hamburg 1796)